# Alessandra Ferri

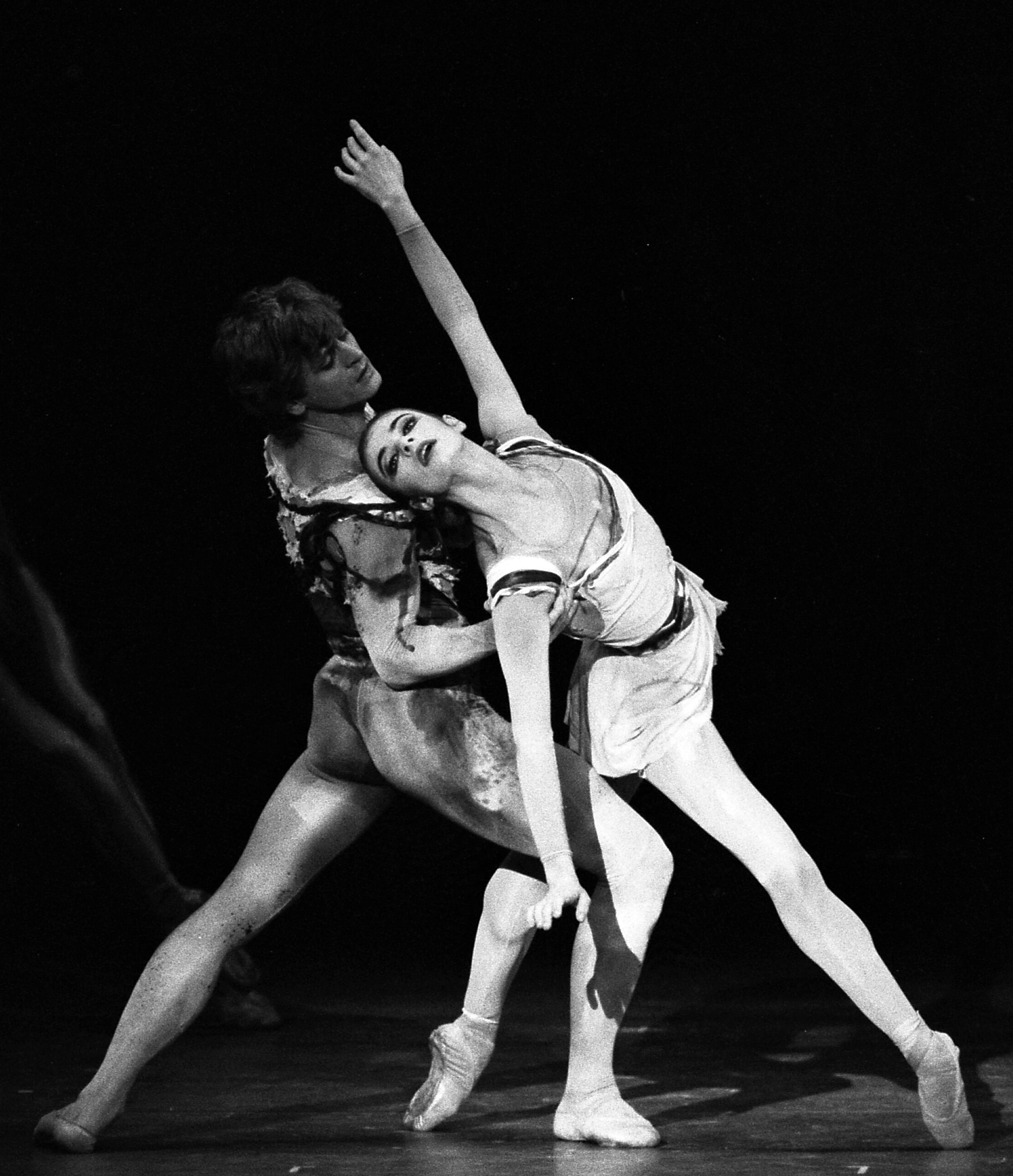
Alessandra Ferri mit Mikhail Baryshnikov (1986)

Alessandra Ferri (* 6. Mai 1963 in Mailand) ist eine italienische Balletttänzerin. Von 1992 bis 2005 war sie Primaballerina am Teatro alla Scala di Milano und eine der bekanntesten Tänzerinnen der Welt. Ihr Repertoire umfasst sowohl die großen klassischen Ballettrollen als auch moderne Stücke.

## Leben
In ihrer Kindheit lernte Ferri Tanz am Teatro alla Scala. Im Alter von 15 Jahren wurde sie in die Schule des Royal Ballet in London aufgenommen. Im Jahr 1980 gewann sie einen Preis beim Tanzwettbewerb in Lausanne und wurde Mitglied des Royal Ballet in London.
1985 wechselte sie, auf Einladung von Mikhail Baryshnikov, zum amerikanischen American Ballet Theatre und wurde dort Primaballerina. 1992 wurde sie, als erste italienische Tänzerin, als „Première danseuse étoile“ an die Pariser Oper eingeladen, und arbeitete dort mit Roland Petit zusammen.
Nach siebenjähriger Pause kehrte Ferri 2014 für Woolf Works von Wayne McGregor auf die Bühne zurück. Das Stück über Virginia Woolf wurde am Londoner Royal Ballet uraufgeführt. 2023 gab die mittlerweile 60-Jährige die Romola Nijinsky in John Neumeiers biografischem Stück Nijinsky an der Hamburger Staatsoper.
Im Oktober 2023 wurde bekanntgegeben, dass sie mit 1. September 2025 als Nachfolgerin von Martin Schläpfer die Leitung des Wiener Staatsballetts übernehmen soll.